# Abu Hamza Rabi’a
Abu Hamza Rabi’a (* 1967 in Ägypten; † 1. Dezember 2005 (?) in Pakistan; arabisch أبو حمزة الربيعة, DMG Abū Hamza ar-Rabīʿa) war ein ägyptischer Einsatzchef al-Qaidas, der insbesondere für die Auslandsaktionen zuständig war.
Er war pakistanischen Angaben zufolge die Nummer 3 der al-Qaida-Hierarchie nach der Festnahme von Abu Faradsch al-Libi. Die Vereinigten Staaten hatten auf Hamza Rabi’a ein Kopfgeld von 5 Millionen US-Dollar ausgesetzt.
Rabi’a wurde nach offiziellen Angaben am 1. Dezember 2005 auf pakistanischem Boden durch eine auf sein Versteck abgeschossene Rakete getötet. Vermutlich wurde die Rakete von einer amerikanischen Predator abgeschossen. Al-Qaida dementierte dies jedoch und seine Leiche wurde bis jetzt nicht gefunden.